# Contea di Nash
La contea di Nash in inglese Nash County è una contea dello Stato della Carolina del Nord, negli Stati Uniti. La popolazione al censimento del 2000 era di 87 420 abitanti. Il capoluogo di contea è Nashville.